# Hendrik Bruch
Hendrik Bruch (* 5. Dezember 1962 in Ost-Berlin; † 12. September 2016 in Berlin) war ein deutscher Komponist, Sänger und Musikproduzent.

## Leben
Hendrik Bruch begann seine musikalische Laufbahn in verschiedenen Schülerbands. Im Jahr 1985, nach einer Lehre als Zimmermann, begann er ein Studium an der Hochschule für Musik „Hanns Eisler“ Berlin, das er 1989 mit dem Staatsexamen abschloss. Während dieser Zeit spielte und sang er unter anderem im Jürgen-Erbe-Chor, nahm an Talentwettbewerben teil und erhielt Gesangsunterricht an der Musikschule Weißensee. In der Samstagabend-Fernsehshow des DDR-Fernsehens Sprungbrett erhielt er 1987 für seinen Song Was ich brauche das Da Capo und für Bitte warte auf mich den Silbernen Bong der Sendung Bong.
Gemeinsam mit Inka Bause moderierte Bruch von 1988 bis 1991 die Kindersendung Talentebude im Deutschen Fernsehfunk. Von Juni 1996 bis 2005 war er mit Bause verheiratet. Während dieser Zeit unternahm Bruch zwei Suizidversuche, im Dezember 2003 mittels eines Sprunges aus dem 4. Stock eines Hauses und 2004 mittels Tabletteneinnahme. Beide haben eine gemeinsame Tochter (* 1996). Aus einer früheren Ehe hat Bruch einen Sohn.
Im Jahr 1996 übernahm er den Gesang der deutschen Synchronstimme des Quasimodo von der Walt Disney Company gedrehten Zeichentrickfilm Der Glöckner von Notre Dame. Weitere Synchronisationen für die Walt Disney Company wie auch Columbia Tristar, Warner Bros., Touchstone Pictures, DreamWorks SKG und 20th Century Fox folgten.
Seit 2004 verband Bruch eine enge Freundschaft mit Arnold Fritzsch. Gemeinsam schrieben sie Songs für ihr Projekt Fritzsch & Bruch und traten mit ihrem Titel Freund in Weihnachten bei uns und in der Talkshow Riverboat beim MDR auf.
Hendrik Bruch starb am 12. September 2016 im Alter von 53 Jahren in Berlin durch Suizid, nachdem er über mehrere Jahre hinweg mit Depressionen zu kämpfen hatte.

## Diskografie
Alben (Global Records)
- 1994: Hendrik Bruch
- 1997: Wenn du mich liebst …

Singles (Global Records)
- 1994: Solange ich noch träumen kann
- 1994: Daß ich dich brauch
- 1995: Wie ein Stern
- 1995: Wer wagt den ersten Schritt
- 1995: Wenn du mich liebst, lieb’ ich Dich auch
- 1996: Warum Du – Warum ich?
- 1996: Königin
- 1997: Meine Liebe zu Dir

Filmmusiken
- Der König der Löwen 2 – Simbas Königreich – Gesang Kovu (Erwachsen)
- Anastasia (1997) – Gesang Dimitri
- Der Prinz von Ägypten – Gesang Moses
- Der Glöckner von Notre Dame – Gesang Quasimodo
- Der Glöckner von Notre Dame 2 – Gesang Quasimodo
- Bärenbrüder 2 – Gesang
- Pokémon 12 – Arceus und das Juwel des Lebens – Outro, "If we only learn" (deutsch)/ "Wenn wir nur lernen"[5]